# Jean d'Herboville
Jean d'Herboville, även kallad d'Arboville och (i Sverige) de Herboville, var en svensk (ursprungligen fransk) lärare, hovfunktionär och diplomat. Han var lärare och hovmästare till Karl IX.
Jean d'Herboville var en fransk adelsman som flydde från Frankrike eftersom han var hugenott. Han invandrade till Sverige 1558 med sin fru Johanna de Herboville under Gustav Vasas regering. Han agerade vid i varje fall ett tillfälle som medlare mellan kungen och Stockholms kalvinister. Han understödde nederländska kalvinistiska invandrares begäran om att få anställa en predikant i Stockholm, något som bifölls 1558. Han fick också diplomatiska uppdrag av Gustav Vasa.  
Han utnämndes 1558 till "magister" eller lärare åt hertig Karl, den framtida Karl IX, under dennes barndom, och blev senare hans hovmästare. Han kom att bli Karls förtrogne och inflytelserike gunstling, och det har debatterats om hans inflytande på Karls religiösa läggning. Han anses ha inskärpt protestantismen hårt i Karl, men däremot inte nödvändigtvis någon skarp skillnad mellan lutherdomen och kalvinismen. 
Under Erik XIV:s regering fick han vid flera tillfällen diplomatiska uppdrag och agerade svenskt sändebud i utlandet. Hans fru Johanna de Herboville tjänstgjorde som guvernant med ansvar för kungens barn. 
År 1570 utnämndes han till hovmästare hos hertig Karl och hade också tidvis administrativt ansvar för dennes hertigdöme. Han fick också flera förläningar av Karl.